# Blagaj vára
Blagaj vára (horvátul: Utvrda Blagaj), várrom Horvátországban, a Szluinhoz tartozó Blagaj falu határában.

## Fekvése
Blagaj falutól északnyugatra, a Korana egyik kanyarulata feletti magaslaton találhatók romjai.

## Története
Blagaj várát, melyet a középkorban általában Toronynak (Turanj) neveztek a 15. század elején a Babonics nemzetségből való Blagaji grófok építtették. A Torony név az azonos nevű Bosanski Novi közelében fekvő boszniai és a Mosztar közelében található hercegovinai Blagaj várától különböztette meg. A török támadások a 15. század elején kezdődtek ezen a területen. A bosnyák királyság bukásával a 15. század végén, valamint a vesztes korbáviai és mohácsi csaták eredményeként drasztikus változás következett be a térség katonai helyzetében. A törökök elfoglalták Likát és Korbáviát, Likából 1527-ben török szandzsákot alakítottak ki. Torony vára egy csapásra a török elleni védelem első vonalába került.
1561-ben a török már Szluint is sikertelenül ostromolta. Lenkovics generális 1563-ban azt írja róla, hogy a Korana mentén Torony vára az egyetlen, amit Blagaji Ferenc gróf még védeni tud. A határőrvidék 1572-es költségvetése a vár védelmére mindössze hatfős őrséget biztosít havi 19 forint fizetséggel.
1574-ben a horvát szábor ülésén Blagaji Ferenc és Frangepán Miklós terzsáci várúr kérelmezi, hogy birtokaikat a császári határőrség katonái ne fosztogassák. A szábor ebben az évben elrendeli a vár megerősítését is. Ehhez a bosiljevoi uradalomnak tizenkét szekeret és száz napi robotot kellett adnia. 
Az 1576-os esztendő nagy megpróbáltatást hozott a Korana mentére. Február 5-én Kapidzsi boszniai pasa kétezer lovassal támadt a vidékre, hogy lakosságát rabságba hurcolja. December 1-jén Torony és Szkrad várainak környékére rontott és újabb 170 foglyot ejtett. Az események hatására a vár őrségét 40-re emelték. 1582-ben Turn generális a várfalak kijavítását határozta el, ennek ellenére Hasszán boszniai pasa 1584-ben mégis elfoglalta a várat és a Kulpáig a teljes horvát területet. A vár ezután hosszú évekre romos, vidéke pedig kihalt maradt. Torony várát 1699 után alapjaitól felújították és védelmére a később Veljunban állomásozott zászlóaljat vezényelték. 1865-ben végleg elhagyták és lerombolták.

## A vár mai állapota
Blagaj várának romjai a Korana feletti magaslaton állnak. A vár hosszúkás téglalap alaprajzú volt, melynek közepén egy négyszögletes, erős torony állt, de ennek mára nyoma sem maradt. A vár egyik oldalán két kerek torony állt. A vár körül állt a külsővár. Ma a falak helyenként emelet magasságúak, de nagyon romosak. Az egykori vár alakja nehezen felismerhető.